# Villogorgia
Villogorgia is een geslacht van bloemdieren in de familie Plexauridae en orde zachte koralen. Het geslacht werd voor het eerst geldig gepubliceerd door Duchassain & Michelloti in 1862.

## Soorten
Het geslacht telt 40 soorten:
- Villogorgia acanthostoma Germanos
- Villogorgia alternans Wright & Studer
- Villogorgia antillarum Aurivillius, 1931
- Villogorgia arbuscula (Gray, 1889)
- Villogorgia atra Thomson & Henderson
- Villogorgia aurivilliusi Stiasny, 1942
- Villogorgia bebrycoides (Koch, 1887)
- Villogorgia brunnea Nutting, 1912
- Villogorgia ceylonensis (Thomson & Henderson, 1905)
- Villogorgia circium Thomson & Henderson
- Villogorgia citrina Grasshoff, 1999
- Villogorgia compressa Hiles, 1899
- Villogorgia cristata Aurivillius, 1931
- Villogorgia dubia (Kükenthal, 1924)
- Villogorgia elegans Tixier-Durivault, 1972
- Villogorgia fallax Kükenthal
- Villogorgia flabellata (Gray, 1870)
- Villogorgia flagellata Whitelegge, 1897
- Villogorgia flavescens Nutting, 1910
- Villogorgia foliata Thomson & Russell
- Villogorgia fruticosa Germanos
- Villogorgia glaesaria Grasshoff, 1999
- Villogorgia gracilis (Studer, 1878)
- Villogorgia gracilis (Thomson, 1905)
- Villogorgia inermis Nutting, 1910
- Villogorgia intricata (Gray, 1870)
- Villogorgia japonica Aurivillius, 1931
- Villogorgia mabalith Grasshoff, 2000
- Villogorgia mauritiensis Ridley, 1882
- Villogorgia nigrescens Duchassaing & Michelotti, 1860
- Villogorgia nozzolea Grasshoff, 1996
- Villogorgia robusta Thomson & Henderson
- Villogorgia rubra Hiles, 1899
- Villogorgia serrata Nutting, 1910
- Villogorgia spatulata (Nutting, 1910)
- Villogorgia tenuis (Nutting, 1908)
- Villogorgia teretiflora Aurivillius, 1931
- Villogorgia timorensis Nutting, 1910
- Villogorgia tuberculata Hiles
- Villogorgia zimmermani Bayer, 1949